# Campionato mondiale maschile di pallacanestro Under-19 2009
Il campionato mondiale maschile di pallacanestro Under-19 2009 si è svolto a Auckland (Nuova Zelanda) dal 2 al 12 luglio 2009. Si è trattato della 9ª edizione della manifestazione, vinta per la 4ª volta nella storia dagli Stati Uniti.

## Squadre partecipanti
- Angola
- Argentina
- Australia
- Canada
- Croazia
- Egitto
- Francia
- Grecia

- Iran
- Kazakistan
- Lituania
- Nuova Zelanda
- Porto Rico
- Spagna
- Siria
- Stati Uniti

## Risultati

### Fase a eliminazione diretta
|  | Quarti di finale | Quarti di finale |                |         | Semifinali                | Semifinali                |  |  | Finale         | Finale |
|  |                  |                  |                |         |                           |                           |  |  |                |        |
|  | 10 luglio 2009   |                  |                |         |                           |                           |  |  |                |        |
|  |                  |                  |                |         |                           |                           |  |  |                |        |
|  | Grecia           | 86               |                |         |                           |                           |  |  |                |        |
|  | Grecia           | 86               | 11 luglio 2009 |         |                           |                           |  |  |                |        |
|  | Argentina        | 60               |                |         |                           |                           |  |  |                |        |
|  | Argentina        | 60               | Grecia         | 84      |                           |                           |  |  |                |        |
|  | 10 luglio 2009   |                  | Grecia         | 84      |                           |                           |  |  |                |        |
|  |                  | Australia        | 69             |         |                           |                           |  |  |                |        |
|  | Francia          | Australia        | 69             | 73      |                           |                           |  |  |                |        |
|  | Francia          |                  | 12 luglio 2009 | 73      |                           |                           |  |  |                |        |
|  | Australia        | 79               |                |         |                           |                           |  |  |                |        |
|  | Australia        | 79               | Grecia         | 80      |                           |                           |  |  |                |        |
|  | 10 luglio 2009   |                  | Grecia         | 80      |                           |                           |  |  |                |        |
|  |                  | Stati Uniti      | 88             |         |                           |                           |  |  |                |        |
|  | Porto Rico       | Stati Uniti      | 88             | 78      |                           |                           |  |  |                |        |
|  | Porto Rico       | 11 luglio 2009   |                | 78      |                           |                           |  |  |                |        |
|  | Croazia          | 91               |                |         |                           |                           |  |  |                |        |
|  | Croazia          | 91               | Croazia        | 77      | Finale per il terzo posto | Finale per il terzo posto |  |  |                |        |
|  | 10 luglio 2009   |                  | Croazia        | 77      | Finale per il terzo posto | Finale per il terzo posto |  |  |                |        |
|  |                  | Stati Uniti      | 81             |         |                           |                           |  |  |                |        |
|  | Stati Uniti      | Stati Uniti      | 81             | 93      | Australia                 | 81                        |  |  |                |        |
|  | Stati Uniti      |                  |                | 93      | Australia                 | 81                        |  |  |                |        |
|  | Canada           | 73               |                | Croazia | 87                        |                           |  |  |                |        |
|  | Canada           | 73               |                |         | 87                        |                           |  |  |                |        |
|  |                  |                  |                |         |                           |                           |  |  | 12 luglio 2009 |        |
|  |                  |                  |                |         |                           |                           |  |  |                |        |

#### Incontri 5º-8º posto
|  | Semifinali 5º-8º posto | Semifinali 5º-8º posto | Semifinali 5º-8º posto |            |           | Finale 5º-6º posto | Finale 5º-6º posto | Finale 5º-6º posto |  |
|  |                        |                        |                        |            |           |                    |                    |                    |  |
|  | Argentina              | Argentina              | 92                     |            |           |                    |                    |                    |  |
|  | Argentina              | Argentina              | 92                     |            |           |                    |                    |                    |  |
|  | Francia                | Francia                | 84                     |            |           |                    |                    |                    |  |
|  | Francia                | Francia                | 84                     |            | Argentina | Argentina          | 92                 |                    |  |
|  |                        |                        |                        |            | Argentina | Argentina          | 92                 |                    |  |
|  |                        |                        | Porto Rico             | Porto Rico | 70        |                    |                    |                    |  |
|  | Porto Rico             | Porto Rico             | Porto Rico             | Porto Rico | 70        | 67                 |                    |                    |  |
|  | Porto Rico             | Porto Rico             |                        |            |           | 67                 |                    |                    |  |
|  | Canada                 | Canada                 | 65                     |            |           | Finale 7º-8º posto | Finale 7º-8º posto | Finale 7º-8º posto |  |
|  | Canada                 | Canada                 | 65                     |            |           |                    |                    |                    |  |
|  |                        |                        |                        |            |           |                    |                    |                    |  |
|  |                        |                        |                        |            |           | Francia            | Francia            | 74                 |  |
|  |                        |                        |                        |            |           | Francia            | Francia            | 74                 |  |
|  |                        |                        |                        |            |           | Canada             | Canada             | 82                 |  |

#### Incontri 9º-12º posto
|  | Semifinali 9º-12º posto | Semifinali 9º-12º posto | Semifinali 9º-12º posto |        |          | Finale 9º-10º posto  | Finale 9º-10º posto  | Finale 9º-10º posto  |  |
|  |                         |                         |                         |        |          |                      |                      |                      |  |
|  | Lituania                | Lituania                | 113                     |        |          |                      |                      |                      |  |
|  | Lituania                | Lituania                | 113                     |        |          |                      |                      |                      |  |
|  | Kazakistan              | Kazakistan              | 79                      |        |          |                      |                      |                      |  |
|  | Kazakistan              | Kazakistan              | 79                      |        | Lituania | Lituania             | 88                   |                      |  |
|  |                         |                         |                         |        | Lituania | Lituania             | 88                   |                      |  |
|  |                         |                         | Spagna                  | Spagna | 64       |                      |                      |                      |  |
|  | Egitto                  | Egitto                  | Spagna                  | Spagna | 64       | 73                   |                      |                      |  |
|  | Egitto                  | Egitto                  |                         |        |          | 73                   |                      |                      |  |
|  | Spagna                  | Spagna                  | 88                      |        |          | Finale 11º-12º posto | Finale 11º-12º posto | Finale 11º-12º posto |  |
|  | Spagna                  | Spagna                  | 88                      |        |          |                      |                      |                      |  |
|  |                         |                         |                         |        |          |                      |                      |                      |  |
|  |                         |                         |                         |        |          | Kazakistan           | Kazakistan           | 78                   |  |
|  |                         |                         |                         |        |          | Kazakistan           | Kazakistan           | 78                   |  |
|  |                         |                         |                         |        |          | Egitto               | Egitto               | 86                   |  |

#### Incontri 13º-16º posto
|  | Semifinali 13º-16º posto | Semifinali 13º-16º posto | Semifinali 13º-16º posto |        |        | Finale 13º-14º posto | Finale 13º-14º posto | Finale 13º-14º posto |  |
|  |                          |                          |                          |        |        |                      |                      |                      |  |
|  | Angola                   | Angola                   | 62                       |        |        |                      |                      |                      |  |
|  | Angola                   | Angola                   | 62                       |        |        |                      |                      |                      |  |
|  | Iran                     | Iran                     | 53                       |        |        |                      |                      |                      |  |
|  | Iran                     | Iran                     | 53                       |        | Angola | Angola               | 54                   |                      |  |
|  |                          |                          |                          |        | Angola | Angola               | 54                   |                      |  |
|  |                          |                          | Spagna                   | Spagna | 62     |                      |                      |                      |  |
|  | Siria                    | Siria                    | Spagna                   | Spagna | 62     | 75                   |                      |                      |  |
|  | Siria                    | Siria                    |                          |        |        | 75                   |                      |                      |  |
|  | Nuova Zelanda            | Nuova Zelanda            | 93                       |        |        | Finale 15º-16º posto | Finale 15º-16º posto | Finale 15º-16º posto |  |
|  | Nuova Zelanda            | Nuova Zelanda            | 93                       |        |        |                      |                      |                      |  |
|  |                          |                          |                          |        |        |                      |                      |                      |  |
|  |                          |                          |                          |        |        | Iran                 | Iran                 | 93                   |  |
|  |                          |                          |                          |        |        | Iran                 | Iran                 | 93                   |  |
|  |                          |                          |                          |        |        | Siria                | Siria                | 53                   |  |

## Classifica finale
| Campione del Mondo | Campione del Mondo | Campione del Mondo | Campione del Mondo |
| --- | ------------------ | --- | ------------------ |
| Stati Uniti under 194 Gibbs, 5 Curry, 6 Taylor, 7 Mack, 8 Thompson, 9 White, 10 Hayward, 11 Shurna, 12 Miller, 13 Casto, 14 Moultrie, 15 Thompkins, All. Jamie Dixon |                    | |                    |
| Argento | Grecia             | Grecia under 194 Papantōniou, 5 Katsivelīs, 6 Aggelopoulos, 7 Mantzarīs, 8 Karathanasīs, 9 Papanikolaou, 10 Geōrgakīs, 11 Sloukas, 12 Janković, 13 Pappas, 14 Kaselakīs, 15 Sarikopoulos, All. Giōrgos Vlassopoulos |                    |
| Bronzo | Croazia            | Croazia under 194 Došen, 5 Babić, 6 Bilinovac, 7 Delaš, 8 Olivari, 9 Butorac, 10 Prostran, 11 Batur, 12 Planinić, 13 Bubalo, 14 Radošević, 15 Zubčić, All. Vlado Vanjak                                             |                    |
| 4. | Australia          | Australia under 194 Page, 5 Arnott, 6 Cadee, 7 Salecich, 8 Dellavedova, 9 Greenwood, 10 Broekhoff, 11 Motum, 12 Ellis, 13 Hodgson, 14 Young, 15 Harris-Young, All. Martin Clarke                                    |                    |
| 5. | Argentina          | Argentina under 194 Gaynor, 5 Fernández, 6 Glinberg, 7 Cortes, 8 Nocedal, 9 Orlietti, 10 González, 11 Ramirez, 12 Canete, 13 Laprovíttola, 14 Landoni, 15 Rasio, All. Enrique Tolcachier                            |                    |
| 6. | Porto Rico         | Porto Rico under 194 Nirenberg, 5 Cintrón, 6 Sosa, 7 Abreu, 8 Fontan, 9 Cabrera, 10 Miró, 11 López, 12 Rivera, 13 Young, 14 Rosario, 15 Morales, All. Carlos Calcaño                                                |                    |
| 7. | Canada             | Canada under 194 Nurse, 5 Gagliardi, 6 Burnatowski, 7 Joseph, 8 Baker, 9 Arop, 10 Rivard, 11 Thompson, 12 Trasolini, 13 Allison, 14 Olynyk, 15 Dewar, All. Greg Francis                                             |                    |
| 8. | Francia            | Francia under 194 Bourhis, 5 Dubois, 6 Albicy, 7 Pope, 8 Lacombe, 9 Lang, 10 Tanghe, 11 Sané, 12 Léonard, 13 Ramassamy, 14 Jacques, 15 Buval, All. Richard Billant                                                  |                    |
| 9. | Lituania           | Lituania under 194 Jukonis, 5 Redikas, 6 Sapiega, 7 Bertašius, 8 Šimkevičius, 9 Šležas, 10 Bendžius, 11 Motiejūnas, 12 Orelik, 13 Čižauskas, 14 Padegimas, 15 Drungilas, All. Vitoldas Masalskis                    |                    |
| 10. | Spagna             | Spagna under 194 I. Martínez, 5 Pérez, 6 Molina, 7 Domínguez, 8 Muñoz, 9 Díaz, 10 Sosa, 11 Hernández, 12 Vicens, 13 Gil, 14 E. Martínez, 15 Santana, All. Juan Antonio Orenga                                       |                    |
| 11. | Egitto             | Egitto under 194 Okasha, 5 Hany, 6 Abdelhalim, 7 Alian, 8 el-Sayed, 9 el-Dahshan, 10 Mobarak, 11 Ahmed, 12 Z. Mohamed, 13 O. Mohamed, 14 Adedelkader Ela, 15 Oraby, All. -                                          |                    |
| 12. | Kazakistan         | Kazakistan under 194 Ismail, 5 Gubašev, 6 Sarmyrza, 7 Skornjakov, 8 Tuleu, 9 Tjutjunik, 10 Il'in, 11 Degtjarev, 12 Kožanov, 13 Žigulin, 14 Arsen'ev, 15 Achmet, All. -                                              |                    |
| 13. | Nuova Zelanda      | Nuova Zelanda under 194 Bloxham, 5 Edwards, 6 Rowe, 7 Van Beek, 8 Ruscoe, 9 Beck, 10 Natanahira, 11 Friday, 12 King, 13 Prewster, 14 Buckrell, 15 Loe, All. Kenny McFadden                                          |                    |
| 14. | Angola             | Angola under 194 Ndoniema, 5 Moreira, 6 Morais, 7 Ferreira, 8 de Carvalho, 9 Santos, 10 Antonio, 11 Coelho, 12 Filho, 13 Manuel, 14 Demba, 15 Kiala, All. -                                                         |                    |
| 15. | Iran               | Iran under 194 Falahat, 5 Salmani, 6 Honarmand, 7 Shirjang, 8 Jamshidi, 9 Samani, 10 Amjad, 11 Zare Shirazi, 12 Hassanzadeh, 13 Der Boghosian, 14 Kazemi, 15 Farmna, All. -                                         |                    |
| 16. | Siria              | Siria under 194 al-Jabi, 5 Bawadekji, 6 al-Shatti, 7 al-Hamwi, 8 Harbasha, 9 Ahamd Ook, 10 Abd al-Nour, 11 Kharadjian, 12 Adribe, 13 al-Samman, 14 Gneed, 15 Asfirh, All. -                                         |                    |